# 何塞·普拉西多·卡马尼奥
何塞·马里亚·普拉西多·卡马尼奥·伊·卡尔博（西班牙語：José Maria Plácido Caamaño y Carbo，1837年—1901年），厄瓜多尔总统（1883－1888）。
普拉西多出生在瓜亚基尔，他在家乡修道院开始学习法律及神学，在基多受教育。任瓜亚基尔市长。1882年他被放逐到利马，1883年4月14日他离开卡亚俄，三天之后到达厄瓜多尔境内。1884年临时政府成立，10月11日他当选为临时总统，次年2月17日任总统。1886年有人企图暗杀他，而他掷自己坠入河中幸免于死。任期结束后1889年-1890年任厄瓜多尔驻美大使。
| 前任： 拉斐尔·佩雷斯 | 厄瓜多尔总统 1883年—1888年 | 繼任： 佩德罗·何塞·塞瓦略斯 |